# Eliza Trask Hill
Eliza Trask Hill (nascida Trask; Warren, 10 de maio de 1840 – Somerville, 29 de março de 1908) foi uma ativista, jornalista e filantropa americana. Durante a Guerra Civil, Hill obteve, por escrito, e apresentou uma bandeira ao Quinto Regimento de Massachusetts. Seu discurso de apresentação foi tão patriótico que produziu um efeito marcante e foi amplamente citado. Durante dez anos, foi professora. Aos 26 anos, casou-se com John Lange Hill; tiveram dois filhos e uma filha.
Hill foi uma das primeiras a se juntar à União de Temperança Cristã da Mulher (abreviação em inglês: WCTU), e trabalhou em uma cargo oficial nesse órgão desde o início, tornando-se conectada com o departamento de detenções. Trabalhou pela redenção das mulheres abandonadas, mas, acreditando que o trabalho preventivo é mais eficaz que o reformatório, identificou-se com as sociedades que cuidavam e ajudavam as mulheres trabalhadoras. A partir de 1879, quando o direito de sufrágio escolar foi grunhido às mulheres de Massachusetts, ela se envolveu ativamente na política, tendo trabalhado para o Partido da Proibição. Seus serviços como defensora do sistema de votação australiano estavam em grande demanda. Durante a agitação das escolas públicas em Boston em 1888, quando 20 000 mulheres resgataram as escolas públicas da má gestão, Hill estava entre as lideranças do movimento, fazendo planos para a campanha, ajudando a mobilizar as mulheres, e por seus discursos, despertando homens e mulheres. Por vários anos, ela trabalhou como presidente da guarda e do comitê municipal de Protestantes Independentes Mulheres Eleitoras, uma organização política reconhecida e anticatólica em suas campanhas. Quando sentiu a necessidade de um órgão do partido, Hill, a princípio sem ajuda, iniciou a publicação, em Boston, de um semanário, que mais tarde passou a ser cuidado por uma sociedade anônima de mulheres. Hill foi editora do jornal, que foi chamado de Woman's Voice and Public School Champion. Hill foi ativa no movimento de sufrágio feminino.

## Primeiros anos e educação
Eliza Sessions Carpenter Trask nasceu em Warren, vila de Massachusetts, no dia 10 de maio de 1840.

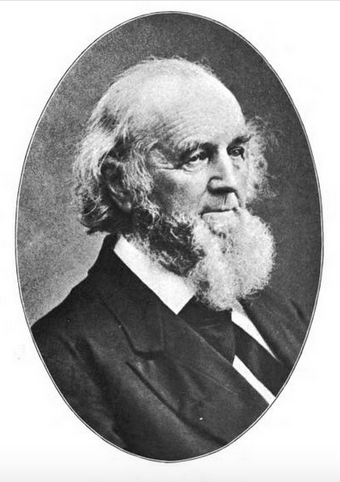
George Trask, pai de Hill

Seu pai, George Trask, natural de Beverly, em Massachusetts, pertencente ao ramo da família Trask fundada por Osmond (ou Osman) Trask, um imigrante inglês que ali morou, era filho de Jeremiah Trask e um dos caçulas de quatorze crianças. Depois de dedicar sua atenção por alguns anos em sua juventude aos negócios, o Sr. Trask começou seus estudos no Bowdoin College, para se preparar para o ministério, pagando seu próprio caminho. Enquanto estava lá, ele se tornou conhecido por sua defesa da causa antiescravagista. Ele se formou em Bowdoin em 1826 e no Andover Theological Seminary em 1829. Seu primeiro pastorado foi em Framingham, próximo em Warren; e seu terceiro e último em Fitchburg, na Igreja Trinitária, uma sociedade que defendia os princípios do antiescravismo e que se desfez assim que os escravos foram libertados. Os últimos vinte e cinco anos de sua vida, o Sr. Trask passou no esforço para diminuir o uso do tabaco. Ele sofreu perseguição por pronunciar seu ponto de vista, além de ser proibido de mencionar as igrejas, sendo ridicularizado por seus colegas no ministério. Ele morreu em Fitchburg em janeiro de 1875.
A mãe de Hill, cujo nome de solteira era Ruth Freeman Packard, era natural de Marlborough, cidade de Massachusetts, e filha do Rev. Asa e Nancy (Quincy) Packard. Sra. Packard nasceu na antiga mansão em Quincy, sendo filha de Josiah Quincy e prima de Dorothy Quincy, esposa do governador John Hancock. O rev. Asa Packard era filho de Jacob Packard, cujo pai, Solomon, era neto de Samuel Packard, um dos primeiros colonos de West Bridgewater. A esposa de Solomon Packard, Susanna, mãe de Jacob, era filha de Samuel e Mary (Mitchell) Kingman. Sua mãe era filha de Jacob Mitchell e neta de Experience Mitchell por sua esposa Jane, que era filha de Francis Cooke, um dos peregrinos do Mayflower. O Rev. Asa Packard (HC 1783) foi durante cerca de vinte anos ministro da vila e igreja de Marlboro, sendo posteriormente instalado na Paróquia Oeste de Marlboro, onde permaneceu até Maio de 1819. Após sua aposentadoria, ele se mudou para Lancaster, onde o casamento de sua filha ocorreu em 1831. Sra. Trask tinha total simpatia pelo marido em todo o seu trabalho de reforma.
Os irmãos de Hill eram: George Kellogg Trask, que trabalhou no Indianapolis Journal como editor ferroviário; Brainerd Packard Trask, oficial da marinha dos Estados Unidos; Josiah Chapin Trask, que foi morto no ataque de Quantrell em Lawrence, Kansas; Ruth Quincy Trask, a viúva de Lewis Bellows Powell, de Scranton, Pensilvânia; e William Dodge Trask, que morreu na infância.
Hill tinha lembranças vívidas das palavras emocionantes de William Lloyd Garrison, Wendell Phillips, Lucy Stone e outros primeiros reformadores que eram visitantes frequentes na casa de seu pai em sua infância. O conhecimento assim formado com Lucy Stone durou até a morte de Stone.
Hill teve sua trajetória na educação pelas escolas públicas de Fitchburg, onde foi aluna de Eli A. Hubbard.

## Carreira

### Professora
Imediatamente após sua formatura no ensino médio, em 1856, ela começou a dar aulas na escola em Franklin, Massachusetts. Um membro do conselho escolar perguntou se ela havia trazido um certificado de caráter moral, ao que ela respondeu: "Todo o caráter moral que tenho, senhor, tenho comigo". Um ano depois, ela foi convidada a frequentar uma escola em um dos distritos periféricos de Fitchburg. A escola era difícil de disciplinar, e o primeiro grande teste de sua coragem veio neste ponto de sua carreira. A Guerra Civil estava em andamento, e em seu distrito havia várias pessoas que se opuseram fortemente à sua nomeação por causa das opiniões abolicionistas de seu pai, com as quais ela era conhecida por simpatizar. Por esse motivo, ela foi recusada a se matricular no bairro, mas não foi impedida de frequentar a escola. Durante três meses, ela caminhou diariamente 6 mi (9.7 km) para ensinar a escola, e não apenas as crianças indisciplinadas foram submetidas, mas todos os pais, incluindo seu adversário mais ferrenho, tornaram-se seus amigos firmes.
Indo para Indianápolis para dar aulas em 1864, ela foi com o superintendente Abram C. Shortridge para classificar as escolas daquela cidade. Mais tarde, ela ensinou por um ano em Terre Haute, Indiana. Dois de seus alunos, enquanto professor de grau intermediário em Fitchburg, foram Maurice Howe Richardson (cirurgião de Boston) e Edward Peter Pierce (Justiça do Tribunal Superior de Massachusetts).

### Ativista

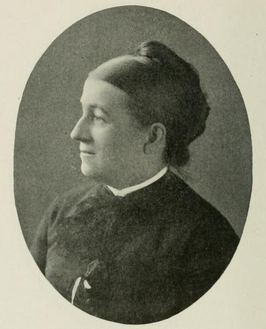
Retrato de Hill em obra de 1903

Durante a Guerra Civil, Hill (então Miss Trask) arrecadou dinheiro para dar uma bandeira aos Guardas de Washington de Fitchburg, apresentando-a na noite anterior à partida para o campo de batalha, exortando os soldados a lutarem corajosamente pela liberdade do escravo. Com essas palavras, o coronel do regimento se ofendeu e, de maneira cruel, negou que fosse essa a questão. Mas homens corajosos defenderam a jovem. Quando o Monumento dos Soldados em Fitchburg foi dedicado, alguns anos após o fim da guerra, Hill com seus dois filhos estava na casa de seu pai. A companhia, muito esgotada, passou, carregando a bandeira esfarrapada, que havia passado por muitas batalhas. As duas crianças, uma representando um soldado, a outra a Deusa da Liberdade, estavam de pé na varanda da velha casa. Quando o grupo chegou à casa, eles pararam e saudaram as crianças; Hill, por trás das crianças, respondeu à graciosa homenagem. O coronel antes de sua morte reconheceu seu erro e pediu desculpas por sua grosseria no momento da apresentação da bandeira.
Em junho de 1867, casou-se com John Lange Hill (1845-1930), de Boston. Quando a WCTU foi organizada (1873), Hill, que então morava em Braintree, Massachusetts, foi escolhido o primeiro presidente do Condado de Norfolk, Massachusetts. Depois disso, ela ocupou algum cargo oficial naquela sociedade. Por dez anos, ela foi superintendente da detenção e departamento de caridade, e posteriormente, foi superintendente deste departamento para o condado de Middlesex, e presidente da WCTU Winter Hill de Somerville.
Quando o sistema de votação australiano foi introduzido em Massachusetts, Hill foi escolhida pelo Comitê Estadual de Proibição para ir de cidade em cidade com o aparato que ilustra o processo de votação sob o novo sistema; e grandes audiências compostas por todos os partidos vieram ver e ouvir. Nenhuma oportunidade foi perdida pelo orador para lembrar seus ouvintes da inconsistência de permitir que uma mulher instrua homens no processo de votação e negar a ela o direito de votar.
Em 1885, a Nova Inglaterra intitulado Helping Hand Society foi formada, com o objetivo de fornecer a uma taxa moderada um lar confortável para mulheres jovens que ganham baixos salários. Desta sociedade, Hill foi por vários anos a secretária, e por dez anos, ela foi sua presidente. Ela ajudou de muitas maneiras a melhorar as condições de trabalho de homens e mulheres.
Em 1888, a residência de Hill era em Charlestown. Por dois anos, ela foi presidente do Comitê de Mulheres Eleitoras da Ala e da Cidade, e também foi presidente da Liga Educacional da Mulher de Bunker Hill, uma organização formada em fevereiro. Somente por meio dessa organização, foram avaliadas 2 600 mulheres, com vistas a participar da eleição escolar; e uma campanha muito vigorosa foi realizada, as mulheres foram postadas nos vários locais de registro para assistir aos procedimentos. O resultado da eleição foi gratificante. Não apenas o ingresso do conselho escolar inteiro foi bem-sucedido, mas as mulheres tiveram uma influência significativa para provocar uma mudança na prefeitura.
Enquanto trabalhava como presidente da filial de Charlestown das Loyal Women of American Liberty, o partido das Independent Women Voters tornou-se o resultado da luta de 1888, e até 1896, Hill foi o líder deste partido. Em 1889, a Woman's Voice and Public School Champion foi impressa pela primeira vez. Hill tornou-se o editora e gerente geral (1890–1907).
Em 1895, foi eleita secretária de Estado do Ramo de Massachusetts da Ordem Internacional das Filhas e Filhos do Rei, uma organização com 6 000 membros no Estado, compreendendo 270 círculos e 229 membros independentes, que realizavam trabalhos de caridade. Uma casa de férias em Hanson, Massachusetts, que acomodava 60 pessoas, entre elas muitas mães e suas famílias jovens, era uma obra do Estado. A casa de férias das Filhas do Rei é Gordon Rest. Por dezoito anos, Hill teve supervisão pessoal desta casa. A obra cresceu ano a ano e foi o maior empreendimento do gênero no Estado.
Ela sempre defendeu firmemente a liberdade de expressão. Por dezoito anos, a voz de Hill foi ouvida no púlpito e na plataforma na defesa de boas causas em Massachusetts e outros estados. As Eleitoras Independentes de Detroit, Michigan, foram organizadas por seus esforços. Nos cultos evangelísticos e bíblicos de Hill, uma fé simples foi ensinada, com a confiança em Cristo como mediador e Salvador.
O resultado do trabalho nos objetivos das prisões foi gratificante na reconstrução de lares desfeitos, na obtenção de emprego para homens e mulheres desanimados e na redenção daqueles que desenvolveram maus hábitos. Seguindo os passos de seu pai, ela fez muito para ajudar no movimento contra o uso de cigarro, e foi fundamental para reunir centenas de jovens para trabalhar no serviço cristão. Naturalmente, ela possui um temperamento muito esperançoso e alegre, obstáculos que para outros podem parecer muito difíceis de superar não impediram ou desencorajaram Hill.

## Vida pessoal
Seu pai, George Trask, era um homem de ideias muito liberais; e, quando sua filha foi convidada a se tornar um membro de uma companhia do povo de sua cidade para dar peças teatrais amadoras em benefício da Comissão Sanitária dos Estados Unidos, ele prontamente deu seu consentimento. Com Mary Ann Vincent, do Museu de Boston, como professora, foram apresentadas peças durante todo o inverno, o que rendeu uma grande quantia. O Sr. Trask sempre atendia, por sua presença dando sanção aos entretenimentos. O benefício do ensino de Vincent foi sentido por Hill.
Hill teve três filhos: George Sumner Hill, formado pela Escola de Medicina Harvard; Julia Annie Hill, graduada pelo Wellesley College; e Lewis Powell Hill.
Hill ficou doente em 1905. Ela morreu em 29 de março de 1908, Somerville, em Massachusetts, e foi enterrada no Cemitério Laurel Hill, em Fitchburg, também no mesmo estado.